# Martian Child
Martian Child is een Amerikaanse komische dramafilm uit 2007 onder regie van Menno Meyjes. De productie is een verfilming van David Gerrolds boek The Martian Child (2002).

## Verhaal
David Gordon (John Cusack) is een succesvol schrijver van sciencefictionboeken. Hij is weduwnaar sinds zijn vrouw overleed en hij mist haar nog dagelijks. Gordon leeft sindsdien alleen met zijn hond Somewhere. Wel is hij nog goed bevriend met de zus van zijn vrouw, Harlee (Amanda Peet), met wie hij geregeld haar graf bezoekt. Gordon heeft een goed contact met zijn zus Liz (Joan Cusack), haar man en twee kinderen en met zijn agent Jeff (Oliver Platt).
Gordon krijgt onverwacht een telefoontje van Sophie (Sophie Okonedo) dat er een geschikt adoptiekind voor hem is gevonden. Hij had zich hier samen met zijn vrouw twee jaar geleden voor ingeschreven, toen zij nog leefde. Hij gaat niettemin naar Sophie toe om de jongen te ontmoeten. Het blijkt om de zesjarige wees Dennis (Bobby Coleman) te gaan. Dennis is een buitenbeentje zonder vriendjes of vriendinnetjes, omdat hij geen sociaal contact kan maken met anderen. Hij verstopt zich permanent in een kartonnen doos met kijkgaten om de zon te ontlopen. Dennis is ervan overtuigd dat hij van Mars komt en enkel op Aarde is in verband met een missie.
Hoewel Gordon in eerste instantie zichzelf totaal incapabel achtend wegrijdt, is hij geïntrigeerd door de jongen, die hem aan zichzelf in zijn kindertijd doet denken. Nadat hij bij een paar volgende bezoekjes Dennis zonnebrandcrème bezorgt en hem uit zijn doos krijgt met een balspel, gaat hij toch de adoptie aan. Gordon is vastberaden een goede vader voor Dennis te worden, maar deze laat zich moeilijk overtuigen. Hij is ervan overtuigd dat hij toch weer weggestuurd zal worden, zoals door zijn vroegere 'mama's en papa's. Bovendien is hij niet van zijn overtuiging af te brengen dat hij van Mars komt en daar binnenkort naar terugkeert.
Ondertussen komt Gordon bovendien totaal niet toe aan het schrijven van een opvolger voor zijn succesboek, omdat hij zich voornamelijk met Dennis bezighoudt.

## Rolverdeling
- Richard Schiff - Mr. Lefkowitz
- Howard Hesseman - Dr. Berg
- Beverley Breuer- Mrs. Tompkins
- Taya Calicetto - Esther

## Trivia
- Broer en zus David (John Cusack) en Liz (Joan Cusack) zijn in realiteit ook broer en zus.